# Linda Evangelista
Pour les articles homonymes, voir Evangelista.
Linda Evangelista, née le 10 mai 1965 à St Catharines (Ontario), est un mannequin canadien. Considérée comme l'un des premiers membres des « Supermodels », elle a été l'une des top-model les plus connues du monde entre la fin des années 1980 et pendant les années 1990.
Elle est vice-présidente et directrice de la création pour l'entreprise de produits antiâges Erasa.

## Biographie
Linda Evangelista naît dans une famille catholique italienne, de revenus modestes. Son père est ouvrier chez General Motors, et sa mère comptable. Elle a deux frères : Jim et Danny.
Dès l'âge de douze ans, sa mère l'encourage en l'inscrivant dans des concours de beauté et de mannequinat.
Elle est découverte, à seize ans, grâce au concours de beauté Miss Teen Niagara, à Niagara Falls, au Canada. Elle ne remporte pas le concours, mais un chasseur de tête de l'agence Elite la repère. Elle accepte d'abord la proposition d'une agence japonaise et déménage à l'autre bout du Pacifique. L'expérience est un fiasco et elle rentre très rapidement au Canada. Elle choisit, à dix-neuf ans, Paris pour commencer sa carrière,.
En 1985, elle rencontre Gérald Marie, alors dirigeant de l'agence de mannequins Paris Planning, et futur dirigeant d'Elite Europe, qui devient son compagnon. Elle devient l'égérie du parfum Opium d'Yves Saint Laurent. Karl Lagerfeld lui demande également de représenter Chanel. En 1988, Peter Lindbergh lui suggère d'adopter une coupe de cheveux courte. Elle suit son conseil, et commence à varier très régulièrement les couleurs de ses teintes de cheveux ,.
Après trois ans d'activité avec la même agence, elle signe un contrat avec le magazine Vogue.
À partir du milieu des années 1980, elle pose pour de nombreux magazines dans le monde entier, et apparaît dans les campagnes publicitaires de Calvin Klein, Chanel, Chloé, Hermès, American Express, Ralph Lauren, Yves Saint Laurent, Dior, Revlon, Azzedine Alaïa.
Elle figure dans deux clips du chanteur George Michael : Freedom! '90 et Too Funky.
Pendant les années 1990, le magazine People la cite comme étant l'une des cinquante plus belles personnes au monde. Elle a son étoile sur l'allée des célébrités canadiennes, à Toronto.
En 1998, elle annonce mettre fin à sa carrière de mannequin. Cependant, en 2002, elle reprend du service pour Dolce & Gabbana. En 2007, après un an avec la maison Dior, elle cesse définitivement sa carrière de mannequin.

### Vie privée
Le 4 juillet 1987, elle épouse Gérald Marie, PDG d'Elite Europe, et s'établit à Paris. Ils se séparent en 1993, et elle retrouve l'amour dans la foulée avec l'acteur américain Kyle MacLachlan. 
En 1995, une opération de retrait de kyste ovarien qui connaît des complications, entraîne l'ablation d'un ovaire.
En 1998, elle a une relation avec Fabien Barthez, gardien de but de l’équipe de France de football. Linda Evangelista accouche en 1999 d'un enfant mort-né. Le couple ne supporte pas cette épreuve et se sépare en 2000. 
Elle quitte alors la ville de Manchester où elle avait emménagé pour vivre près de son compagnon,.
En 2006, elle met au monde Augustin James Evangelista, né d'une courte relation avec François-Henri Pinault. Le nom du père de l'enfant est dévoilé par le New York Post en juin 2011, à la suite d'une requête de Linda Evangelista auprès du tribunal des affaires familiales de Manhattan en vue d'obtenir une pension alimentaire, de 46 000 dollars par mois. L'affaire se  règle à l'amiable, hors des tribunaux.